# Fulgazi
Fulgazi är ett underdistrikt i Bangladesh. Det ligger i den sydöstra delen av landet, 120 km sydost om huvudstaden Dhaka.
Trakten runt Fulgazi består till största delen av jordbruksmark. Runt Fulgazi är det mycket tätbefolkat, med 1 313 invånare per kvadratkilometer.